# Bank of America Tower (New York)
Bank of America Tower i New York i USA är en skyskrapa i hörnet 42:a gatan och 6:e avenyn, Midtown Manhattan, som stod färdig 2009. Byggnaden är 366 meter hög inklusive antenn, vilket gör den till den fjärde högsta byggnaden i New York efter One World Trade Center, 432 Park Avenue och Empire State Building.
Ett av målen med konstruktionen var att minska miljöbelastningen genom att använda återvinningsbara material och använda lösningar som sparar energi i den färdiga byggnaden.
Kostnaden för att uppföra byggnaden gick på ungefär $1 000 000 000.